# Araneus scutifer
Araneus scutifer là một loài nhện trong họ Araneidae.
Loài này thuộc chi Araneus. Araneus scutifer được Eugen von Keyserling miêu tả năm 1886.